# Araós
Araós es una localidad perteneciente al municipio de Alins, en la provincia de Lérida, comunidad autónoma de Cataluña, España. En 2019 contaba con 52 habitantes.